# Klavarskribo
Klavarskribo ist eine Notenschrift, die von den üblichen Notationen für Musikstücke abweicht. Sie wurde 1931 von dem Niederländer Cor Pot entwickelt. Er entlehnte den Namen aus dem Esperanto, übersetzbar als „Tastaturschrift“.

## Geschichte
Pot stammte aus einer Familie von Schiffbauern und war Direktor der Firma Smit Slikkerveer, die Schiffdynamos baute. Er hatte eine Leidenschaft für Musik und wollte, dass auch andere eine Chance hatten, Musik so wie er zu genießen, sie selber zu spielen und zu singen. 
Er studierte alternative Musiknotationen und entwickelte seine Idee für Klavarskribo. Er hoffte, dass die Musikwelt seine Idee begrüßen würde. Als dies nicht geschah, war er sehr enttäuscht. Auch Musikdozenten zeigten sich nicht interessiert. Im Gegenteil, sie fühlten sich durch die Neuheit bedroht und arbeiteten sogar der Verbreitung entgegen. Da Pot über finanzielle Mittel verfügte, konnte er Fernkurse entwickeln und herausgeben sowie Musikstücke in seine Schrift übertragen lassen. 
In den 1930er Jahren wuchs die Zahl der Klavarspieler. Viele bekannte Stücke wurden in die Klavarnotation übertragen und herausgegeben. Während des Zweiten Weltkriegs ruhte diese Arbeit, doch nach 1945 wurde mit neuem Elan weitergemacht. Das von Pot gestiftete Institut Klavarskribo wurde so ausgebaut, dass eine Zeitlang bis zu 50 Personen angestellt waren und Kurse in englischer, französischer und deutscher Sprache erschienen. 
Durch das Fernsehen ging jedoch das private Musizieren zurück. Nach Cor Pots Tod im Jahr 1977 waren auch die finanziellen Möglichkeiten der Stiftung Klavarskribo deutlich eingeschränkt.
Heute beschäftigt sich die Stiftung Klavarskribo in Ridderkerk (bei Rotterdam) mit der Übertragung und Herausgabe von Musik insbesondere für Kirchenorganisten, eine äußerst wichtige Zielgruppe. Die Anzahl der Benutzer der Klavarnotation in den Niederlanden und im Ausland wird auf mindestens 10.000 geschätzt.

## Notation

Klaviatur mit entsprechendem Notenliniensystem

Melodie mit Notenstrichen

Dreizählige Takte mit Zähllinien und Noten

Die Klavarnotation hat eine Anzahl von Merkmalen, die sie von der üblichen Notation unterscheiden. Klavar verfügt über ein Notenliniensystem mit einer eigenen Stelle für jede Note. Dieses System besteht aus Gruppen von abwechselnd zwei und drei vertikalen Linien, auf und zwischen die schwarze und weiße Noten gesetzt werden. # und b werden dadurch überflüssig. Die deutliche Ähnlichkeit zwischen dem Notenliniensystem und den schwarzen und weißen Tasten eines Klaviers hatte Pot veranlasst, dieser Schrift den Namen Klavarskribo zu geben. Die Klavarnotation ist zwar eine universelle Notation für alle Instrumente sowie für Gesang, aber am besten dort geeignet, wo – wie bei den Tasteninstrumenten – eine Anzahl von Noten gleichzeitig gespielt werden muss.
Takt und Rhythmus werden grafisch notiert. Ein Musikstück ist aufgeteilt in Takte gleicher Länge, die in Zählzeiten unterteilt werden. Durchgezogene Taktstriche sind von der normalen Notation übernommen, Zähllinien stellen zusätzlich die Zählzeiten dar. Alle Noten sind versehen mit Notenhälsen (nach rechts: mit der rechten Hand, nach links: mit der linken Hand zu spielen). Außerdem wird im Taktschema angegeben, wann eine Note gespielt oder gesungen werden soll. Eine Note dauert immer bis zur folgenden derselben Hand oder Stimme, es sei denn, dass ein Haltezeichen oder ein Dauerpunkt benutzt wird. Es gibt also keinen Zusammenhang zwischen Form und Dauer einer Note, es gibt auch keine Fahnen, Haltebögen und Pausen.
Die Klavarnotation kennt nur einen Schlüssel, nämlich den C-Schlüssel, um anzugeben, wo am Klavier das c' zu finden ist. Damit wird das Liniensystem über die Klaviatur festgelegt. Es gibt auch keine verschiedenen Schlüssel für die linke oder die rechte Hand. Dieses Verfahren führt dazu, dass schon nach kurzem Überfliegen klar ist, wie die Notation ´wirkt´, sodass schnell mit dem Musizieren begonnen werden kann. Man sieht, was man tut, und das Notenliniensystem gibt ein durchgehendes Bild von den auszuführenden Griffen. Besonders beim Spielen von Akkorden ist dies ein großer Vorteil.
Übrigens ist die Klavarnotation nicht nur für Anfänger geeignet. Die Tatsache, dass sogar die schwierigste Musik von Komponisten wie Frédéric Chopin und Franz Liszt in Klavarskribo zur Verfügung steht, zeigt, dass auch fortgeschrittene Spieler diese Notation benutzen. Fast alle Werke für Tasteninstrumente wie Orgel, Klavier und Akkordeon stehen in Klavarskribo zur Verfügung. 
Die Stiftung Klavarskribo hat Bände für Klavier, Kirchenorgel, Akkordeon(orchester), elektrische Orgel, Keyboard und Gitarre erarbeitet. Außerdem gibt es viele, die das Programm KlavarScript verwenden, womit Musik in der traditionellen Notation durch Midifiles oder nach Abtastung der Klavarnotation umgesetzt werden kann.

## Organisationen
Neben der Stiftung Klavarskribo ist die 1978 gegründete Klavar Vereniging Nederland (Klavar-Verein Niederlande) aktiv. Sie zählt rund 800 Mitglieder und hat das Ziel, zusammen mit der Stiftung den Gebrauch der Klavarnotation zu erhalten.
Werbung für die Klavarnotation zu machen und diese zu erhalten.